# Daniel Goutheraud
Daniel Goutheraud, né le 3 juillet 1928 à Châtel-de-Neuvre et mort le 19 mars 2009 à Vénissieux, est un joueur de football français. Il évoluait au poste d'attaquant.

## Carrière
Daniel Goutheraud commence sa carrière professionnelle au FC Sochaux, disputant quatre matchs de première division lors de la saison 1949-1950. Il joue ensuite en deuxième division au FC Rouen de 1950 à 1951, puis au RC franc-comtois de 1951 à 1953. Avec le RC franc-comtois, il brille en championnat en inscrivant un triplé sur la pelouse du CA Paris, avec à la clé une très large victoire (0-7).
Il retrouve la première division avec l'Olympique de Marseille lors de la saison 1953-1954, jouant neuf matchs et marquant un but. Il rejoint le FC Grenoble la saison suivante puis le FC Villefranche Beaujolais  où il termine sa carrière en 1956.

## Statistiques
Au cours de sa carrière, Daniel Goutheraud dispute 13 matchs en Division 1 et 67 matchs en Division 2.